# بهروز شهامت
بهروز شهامت (۱۳۳۶ در دماوند) صداگذار، صدابردار سینما و تلویزیون ایرانی است و در آثاری همچون فیلم سینمایی «بوی پیراهن یوسف»، فیلم سینمایی «ساقی» و فیلم سینمایی «بشارت منجی» فعالیت داشته است. وی فارغ‌التحصیل مرکز اسلامی آموزش فیلمسازی سال ۱۳۶۰ و  مدرک درجه یک هنری (معادل دکترا) از شورای عالی فرهنگ و هنر را دارد. همچنین مدیر «استودیو سامان» بوده است. او برنده سه سیمرغ بلورین از جشنواره فیلم فجر برای صداگذاری و میکس شده است.

## فیلم‌شناسی

### بازیگر
- هراس (۱۳۶۶)

### ضبط موسیقی
- آفتاب و عشق (۱۳۶۸)

### انتخاب موزیک
- سرباز کوچک (۱۳۶۳)

### صدابردار
- رویای سهراب (۱۳۹۷)
- اسب سفید پادشاه (۱۳۹۳)
- پنج عصر (۱۳۸۲)
- روزیکه زن شدم (۱۳۷۹)
- عقل سرخ (۱۳۷۹)
- تخته سیاه (۱۳۷۸)
- ایران سرای من است (۱۳۷۷)
- سکوت (۱۳۷۷)
- سیب (۱۳۷۶)
- ایوب پیامبر (۱۳۷۲)
- بدوک (۱۳۷۰)
- فرماندار (۱۳۶۹)
- آفتاب و عشق (۱۳۶۸)

### طراح صدا
- حقیقت گمشده (۱۳۸۶)

### موسیقی
- انجماد عقربه (۱۳۹۵)

### صدابردار صحنه
- سفر قندهار (۱۳۷۹)
- خطا (۱۳۷۰)
- وصل نیکان (۱۳۷۰)

### صداگذار
- خواب است پروانه (۱۳۸۹)
- مهتاب روی سکو (۱۳۸۹)
- آن سه (۱۳۸۵)
- اخراجیها (۱۳۸۵)
- بشارت منجی (۱۳۸۳)
- پنج عصر (۱۳۸۲)
- شب کایت‌ها (۱۳۸۲)
- آرزوهای زمین (۱۳۸۰)
- پرنده باز کوچک (۱۳۸۰)
- روزیکه زن شدم (۱۳۷۹)
- سفر قندهار (۱۳۷۹)
- عقل سرخ (۱۳۷۹)
- داستانهای جزیره (اپیزود دوم،تست دموکراسی) (۱۳۷۷)
- سکوت (۱۳۷۷)
- قصه‌های کیش(اپیزود سوم،در) (۱۳۷۷)
- توفان شن (۱۳۷۵)
- ساز ستاره (۱۳۷۳)

### صداگذاری و میکس
- رویای سهراب (۱۳۹۷)
- کار کثیف (فیلم ۱۳۹۶) (۱۳۹۶)
- دختر... مادر... دختر (۱۳۹۲)
- زخم زیتون (۱۳۸۳)
- بی تو تنهایم (۱۳۸۰)
- ساقی (۱۳۸۰)
- ایران سرای من است (۱۳۷۷)
- بوی پیراهن یوسف (۱۳۷۴)
- گبه (۱۳۷۴)
- حماسه مجنون (۱۳۷۱)

### گروه صدا
- وصل نیکان (۱۳۷۰)
- نخلستان تشنه (۱۳۶۸)
- در جستجوی قهرمان (۱۳۶۷)

### میکس
- حقیقت گمشده (۱۳۸۶)
- نون و گلدون (۱۳۷۴)
- زینت (۱۳۷۲)

### امور صدا
- نامزدی (۱۳۷۵)

### امور فنی صدا
- دیده‌بان (۱۳۶۷)

### دستیار صدابردار
- وصل نیکان (۱۳۷۰)
- تابستان ۵۸ (۱۳۶۸)
- شنا در زمستان (۱۳۶۸)
- مهاجر (۱۳۶۸)
- گنبد نور (۱۳۶۷)
- گودال (۱۳۶۷)
- ردپایی بر شن (۱۳۶۶)
- تیرباران (۱۳۶۵)
- دستفروش (اپیزود سوم) (۱۳۶۵)
- گذرگاه (۱۳۶۵)
- زنگها (۱۳۶۴)

### دستیار امور فنی صدا
- نامزدی (۱۳۷۵)

### افکت
- بحران (۱۳۶۶)
- سرباز کوچک (۱۳۶۳)

### با تشکر از
- گنگ خوابدیده (۱۳۷۴)

## جوایز
- ۱۳۷۲ - سیمرغ بلورین بهترین صداگذاری و میکس از دوازدهمین دوره جشنواره فیلم فجر برای فیلم حماسه مجنون
- ۱۳۷۳ - سیمرغ بلورین بهترین صداگذاری و میکس از سیزدهمین دوره جشنواره فیلم فجر فیلم ساز ستاره
- ۱۳۷۳ - جشنواره بین‌المللی فیلم مقاومت، برای بهترین صداگذاری|فیلم حماسه مجنون
- ۱۳۷۳ - جشنواره بین‌المللی فیلم مقاومت، برای بهترین صدابرداری|فیلم حماسه مجنون
- ۱۳۷۳ - جشنواره بین‌المللی فیلم مقاومت، برای بهترین صدابرداری|فیلم حماسه مجنون
- ۱۳۷۴ - سیمرغ بلورین بهترین صداگذاری و میکس از چهاردهمین دوره جشنواره فیلم فجر گبه